# Menterwolde (klooster)

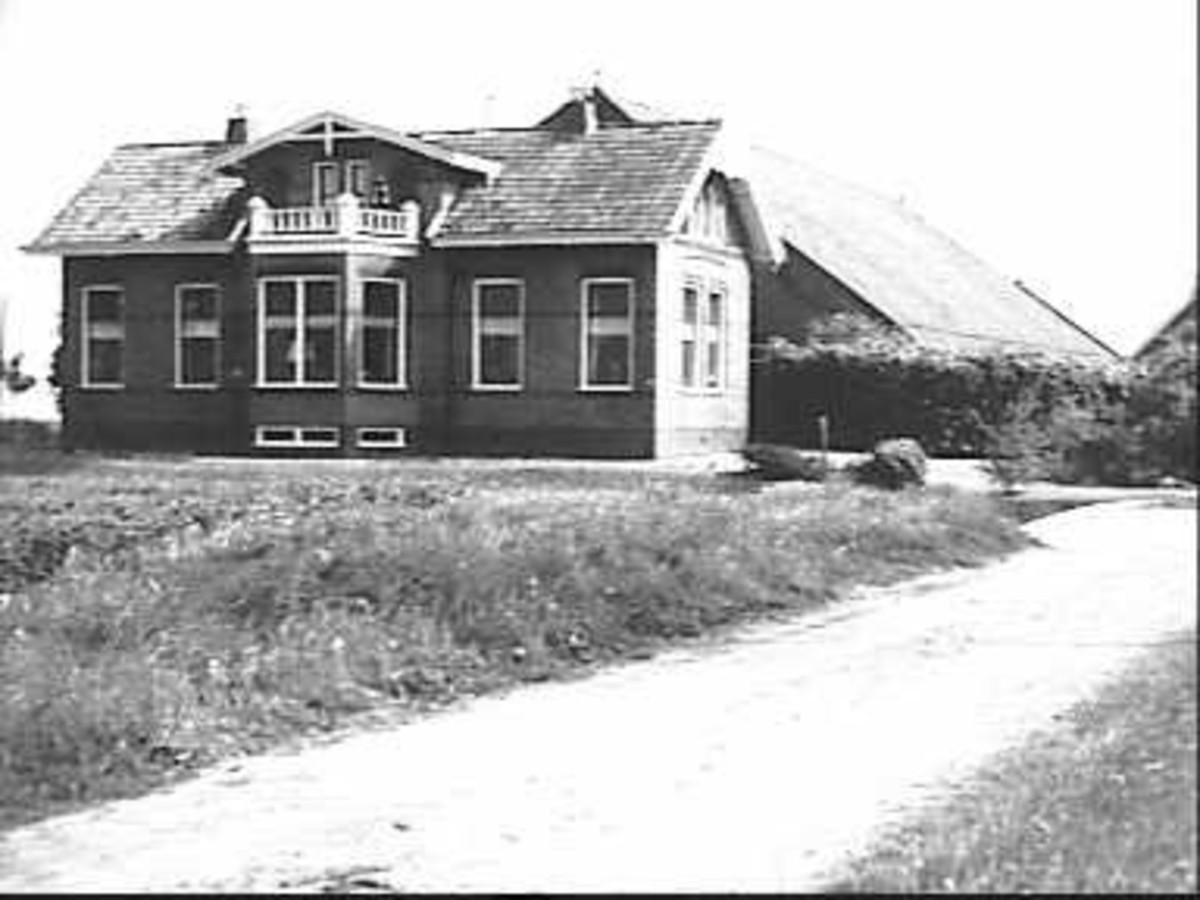
Voor- en zijgevel van De Olde Stoeve

Menterwolde is een voormalig klooster ten zuiden van de weg tussen Nieuwolda en Nieuwolda-Oost. Het is in het begin va de 13e eeuw gesticht als dubbelklooster, maar werd al gauw gesplitst in een monniken- en een nonnenklooster. Deze hadden rond 1600 veel gronden in de omgeving in bezit. Bij opgravingen in 1951 en 1998 bleek dat de noordwesthoek van het klooster zich onder de boerderij 'De Olde Stoeve' bevindt. Verder zuidelijk werd een grafveld gevonden met een fragment van een zandstenen sarcofaag.

## Stichting en deling
Het klooster werd volgens een notitie uit 1220 op een plaats die Campus Sylvae ('Woldkamp' of 'Kampwolde') heette. De opstrekkende kavel van het klooster moet oorspronkelijk één geheel hebben gevormd met het kerkenland van Midwolda. De landerijen van het klooster strekten zich uit tot onder het koor van de Viertorenkerk van Midwolda Het dubbelklooster te Montrevalt werd in 1247 toegelaten tot de orde van de cisterciënzers en kwam onder de hoede van Aduard te staan. Van hogerhand werd tevens beslist dat de nonnen moesten vertrekken, omdat een dubbelklooster niet was toegestaan volgens de reglementen van de orde. De nonnen werden zodoende in 1259 overgeplaatst naar een nieuw kloostergebouw in het zuidelijker gelegen Midwolda. De monniken bleven aanvankelijk in Menterwolde.

## Geschiedenis
De eerste drie abten zouden volgens de kloosterkroniek van Aduard (geschreven omstreeks 1485) in de kloosterkapel begraven zijn. Volgens deze kroniek zou het klooster in 1299 vanwege wateroverlast zijn verplaatst naar Baamsum bij Termunten, waar het bekend kwam te staan als Grijzemonnikenklooster. Dit werd echter niet veroorzaakt door het ontstaan van de Dollard, maar door door bodemdaling en rivieroverstromingen. 
Het Grijzevrouwenklooster in Midwolda bleef afhankelijk van het moederklooster en ressorteerde later onder Termunten, waarvan men ook het zegel gebruikte. Zeker na de Cosmas- en Damianusvloed van 1509, maar vermoedelijk al veel eerder, toen de nooddijk van 1454 brak, kwamen ook de resten van Menterwolde onder water te staan. Al in 1466 kwam het water tot Wagenborgen.
Ten noorden van Nieuwolda-Oost en Oostwolderhamrik bevonden zich rond 1600 omvangrijke kloosterlanderijen van het Grijzemonniken- en Grijzevrouwenklooster. Hieronder ook de laag gelegen landerijen rond voormalige inbraakgeul Nonnegat, later Nonnegaatsterpolder, met het Nonnegaatster- en het Oostermonniken- of Oosterhamrikkermaar. Een deel van deze landerijen is mogelijk pas in de zestiende eeuw in kloosterhand beland, toen de oorspronkelijke bewoners het dijkonderhoud niet meer konden opbrengen en volgens de regels van het spaderecht hun landerijen moesten opgeven.

## De Olde Stoeve
De plaats van het klooster bij Nieuwolda was nog in de zestiende eeuw bekend als naam van een gehucht. Onder Nieuwolda lag d'Olde Stove, Olde Stoeve of De Stoeff, vermoedelijk een kloostervoorwerk, maar omstreeks 1580 volgens kroniekschrijver Johan Rengers van Ten Post nog slechts een vledder (moeras) in de uterdycken, achter Wagenborgen in den Dullert gelegen. Volgens een 16e-eeuwse tekst lagen er drie abten begraven. De boerderij die Stoeue wordt in 1603 voor het laatst bij naam genoemd. De naam Olde Stoeve is mogelijk afgeleid van Oudfries stō, stōd, Oudengels stōw ‘plek, plaats’.
Op de kloosterheuvel werden later een of meer boerderijen gebouwd. Landbouwer Dallinga vond in 1912 achter zijn boerderij een aantal skeletten, die op last van de politie werden herbegraven. Dit vormde in november 1951 aanleiding voor een archeologisch onderzoek onder leiding van Herre Halbertsma, die in maart de Viertorenkerk van Midwolda had blootgelegd. Bij dit onderzoek vond men alleen het grafveld met ruim 60 graven. In 1975 werd het poortgebouw van het klooster gelokaliseerd, doordat resten van kloostermoppen en een vloertje gevonden werden aan de westzijde van de boerderij, aan het begin van de oprit. In 1998 bleken onder de boerenschuur de fundamenten van het klooster zelf te liggen. Ook kon men vaststellen dat het kloosterterrein groter was dan men in 1951 gedacht had. 
In 1954 kreeg de boerderij officieel de naam De Olde Stoeve, na instemming van de Provinciale Heerdencommissie. De boerderij is sinds 2015 in gebruik als vakantiewoning en groepsaccommodatie.
De fantasierijke kaart van de verdronken Dollarddorpen die Jacob van der Mersch in 1574 maakte, lokaliseert hier het dorp Astock. Deze naam komt eerder op voor een lijst van verdronken dorpen uit het midden van de 16e eeuw. Mogelijk is deze plaatsnaam verbasterd uit *Ae-stōd oftewel plek aan de Munter Ae. De aanduiding -stok zou hier echter ook – net als bij Abelstokstertil – kunnen verwijzen naar een vlonder of smalle loopbrug met één leuning, Middelnederlands stech, Oostfries steg. Vergelijk ook Middelnederlands stege ('steiger, oprit van een dijk').
Dat de naam De Kamp voor het nabijgelegen buurtje in Nieuwolda-Oost aan het klooster is ontleend, mag betwijfeld worden. Het buurtje dateert uit de tweede helft van de 18e eeuw en kreeg deze naam eerst veel later.

## De nederzetting Menterwolde
Mogelijk heeft de buurt van het klooster een nederzetting Menterwolde of 'Woldkamp' gelegen, wellicht in de omgeving van Nieuwolda-Oost of Oostwolderhamrik. Aanwijzingen hiervoor zijn te vinden in de kroniek van Wittewierum, waar een dertiende-eeuwse vete rond de adellijke jonkvrouw Ida van Menterwolde wordt beschreven. Haar woonplaats wordt in dit verhaal duidelijk onderscheiden van Midwolda. Het zou kunnen dat Menterwolde het oer-kerspel vormde waaruit Midwolda na de bouw van een nieuwe kerk rond 1200 is ontstaan.
Volgens 19e-eeuwse overleveringen zouden zich resten van een kapel onder de schuur van boerderij 'Dijkvliet' (Hoofdweg-Oost 8) bevinden. Een houten bruggetje over het Kattendiep stond bekend als Kapelvlonder. Ook zou er sprake zijn van een stenen voetpad dat in de bodem is gevonden. Mogelijk gaat het om een voorloper van de Viertorenkerk van Midwolda. Opvallende perceelsnamen zijn verder ‘t Cruidt- of Kruidthof en Hoffvenne.
Ten noorden hiervan, tussen de Heemweg en de Hoofdweg-Oost bevonden, zich restanten van een oudere verkaveling, alsmede enkele geëgaliseerde wierden. Een ervan stond in 1599 bekend als Brorß Bult, mogelijk genoemd naar de kloosterbroeders. Een deel van het gebied werd in de 17e eeuw De Blinken genoemd, dat is '(al dan niet bewoonde) kweldereilanden'. Een ander toponiem in het gebied ten noorden van Oostwolderhamrik is Kornswold(a) of Corenswoldt, hetgeen duidt op een veenontginningsdorp. Het gebied is tot nog toe buiten archeologische belangstelling gebleven.